# Bailey Olter
Bailey Olter (Mwoakilloa, 27 marzo 1932 – 16 febbraio 1999) è stato un politico micronesiano, terzo Presidente degli Stati Federati di Micronesia.
Eletto dal Congresso degli Stati Federati di Micronesia l'11 maggio del 1991 succedendo a John Haglelgam, terminò il suo mandato l'11 maggio 1997, quando venne eletto Jacob Nena, il suo vice presidente.